# Nové Město nad Cidlinou
Nové Město (deutsch Neustadtl) ist eine Gemeinde mit 401 Einwohnern im Okres Hradec Králové, Tschechien.

## Lage

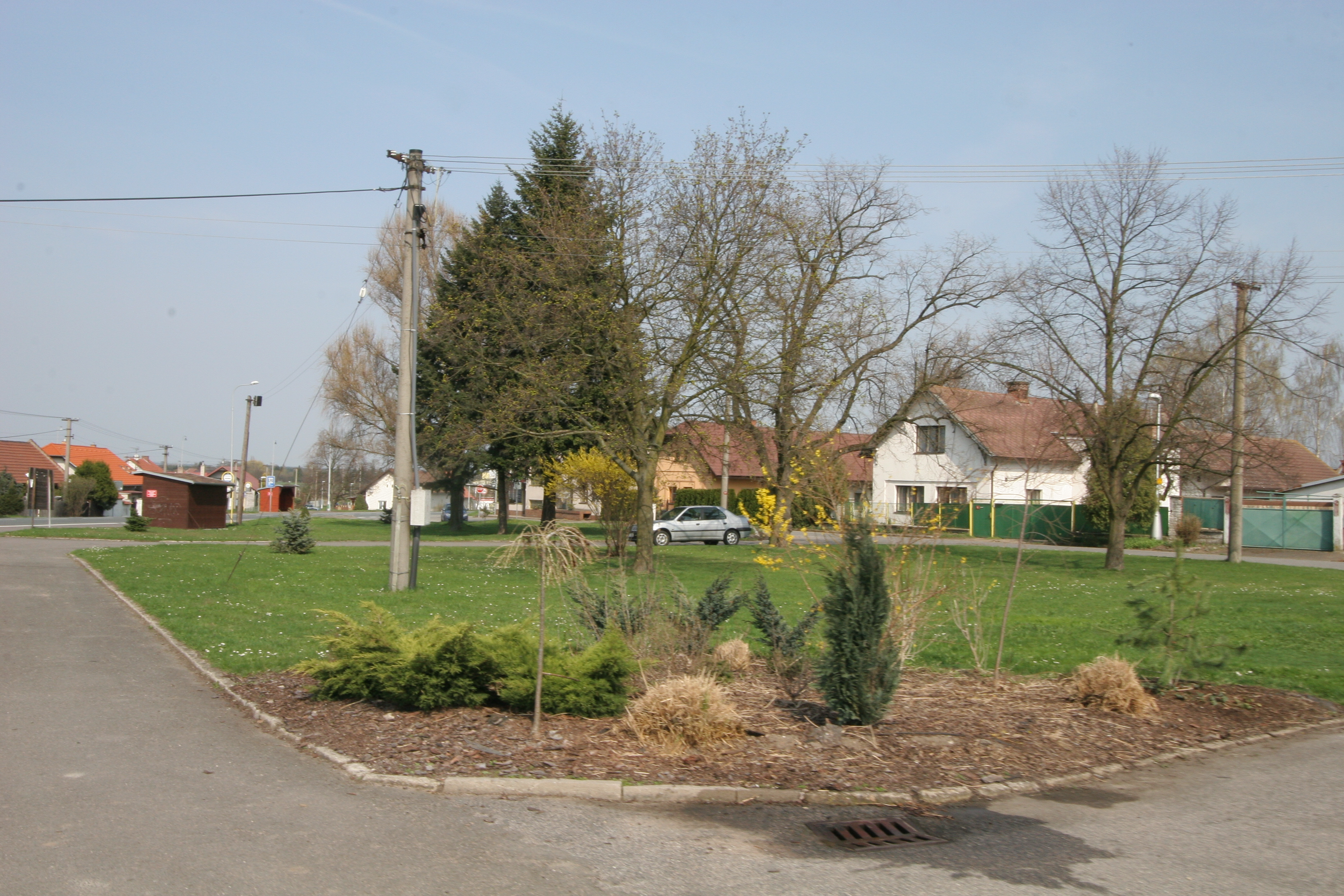
Nové Město nad Cidlinou, Dorfplatz

Sie liegt in einer Höhe von 222 m ü. M. zwei Kilometer südöstlich der Stadt Chlumec nad Cidlinou und der Einmündung der Bystřice in die Cidlina. Am nördlichen Ortsrand verläuft die Eisenbahntrasse von Chlumec nach Hradec Králové, an der sich ein gemeinsam mit Písek genutzter Haltepunkt befindet.
Südlich von Nové Město führt die Trasse der im Bau befindlichen Verlängerung der Autobahn D 11 vorbei. Über die Abfahrt 68 Chýšť wird der Ort künftig einen direkten Anschluss an diese Autobahn erhalten.

## Geschichte
Die erste urkundliche Erwähnung des Ortes stammt aus dem Jahr 1397. Nové Město war seit dieser Zeit eines der Dörfer der Herrschaft Chlumetz.
Etwa einen Kilometer westlich des Dorfes erinnert auf der Anhöhe beim Weiler Skalka ein Denkmal (Památník selských bouří) an den Bauernaufstand von 1775. Geschaffen wurde die Skulptur, die Matěj Chvojka darstellt, 1938 nach einem Entwurf des Malers Vincent Beneš.